# Калмацький
Калма́цький (рос. Калмацкий) — селище у складі Кур'їнського району Алтайського краю, Росія. Входить до складу Трусовської сільської ради.

## Населення
Населення — 82 особи (2010; 107 у 2002).
Національний склад (станом на 2002 рік):
- росіяни — 97 %